# Шафран разноцветный
Шафра́н (кро́кус) разноцве́тный (лат. Crocus versicolor) — вид однодольных растений рода Шафран (Crocus) семейства Ирисовые (Iridaceae). Впервые описан британским ботаником Джоном Белленденом Кер Голером в 1808 году.

## Распространение и среда обитания
Встречается на юго-востоке Франции, в Монако и на северо-западе Италии.
Предпочитает лесистые известняковые, каменистые и травянистые участки.

## Ботаническое описание
Луковичный геофит.
Оболочка луковицы перепончатая, у старых растений разрывается на параллельные волокна[уточнить].
Цветки белого, сиреневого либо фиолетового цвета, часто с полосками на лепестках.
Цветёт весной.
Наиболее близок видам Crocus imperati и Crocus malyi.

## Значение

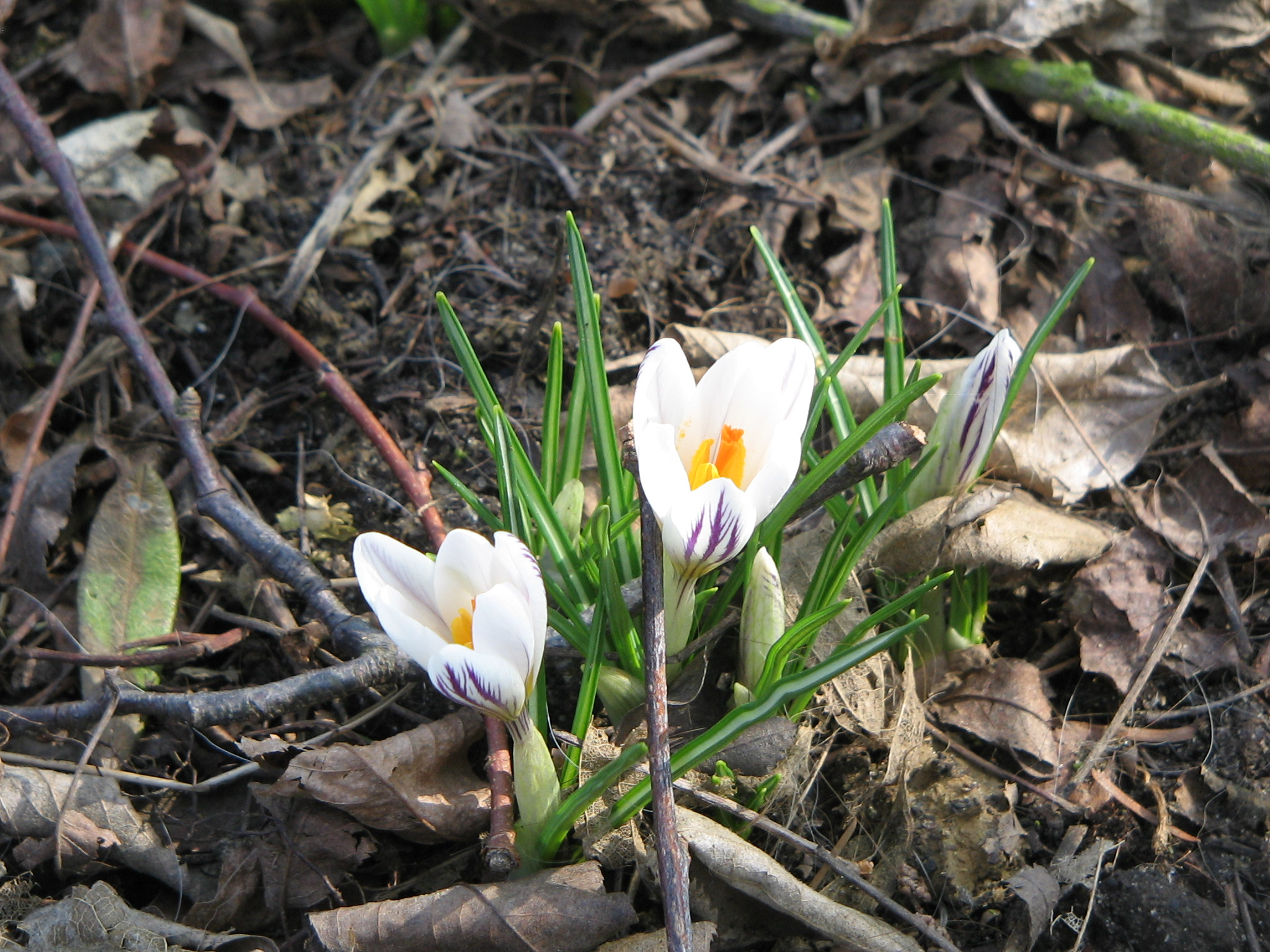
Crocus versicolor 'Picturatus'

Выращивается как декоративное садовое растение; хорошо приживается. Среди сортов шафрана разноцветного наибольшее распространение получил сорт 'Picturatus'.

## Синонимы
Синонимичные названия:
- Crocus crestensis Eugène
- Crocus fragrans Haw.
- Crocus meridionalis Risso
- Crocus reinwardtii Rchb.
- Crocus subapenninus Herb.
- Crocus versicolor var. affinis Sabine
- Crocus versicolor subsp. crestensis (Eugène) Nyman
- Crocus versicolor var. elegans Sabine
- Crocus versicolor var. floribundus Sabine
- Crocus versicolor var. gallicus Herb.
- Crocus versicolor var. gawleri Sabine
- Crocus versicolor var. haworthii Sabine
- Crocus versicolor var. inconspicuus Sabine
- Crocus versicolor var. lineatus Sabine
- Crocus versicolor var. morleon Sabine
- Crocus versicolor var. neglectus Sabine
- Crocus versicolor var. pectinatus Sabine
- Crocus versicolor var. plumosus Sabine
- Crocus versicolor var. princeps Herb.
- Crocus versicolor var. propinquus Sabine
- Crocus versicolor var. purpureus Sabine
- Crocus versicolor var. similis Sabine
- Crocus versicolor var. stellatus Sabine
- Crocus versicolor var. urbanus Sabine
- Crocus versicolor var. venustus Sabine
- Crocus versicolor var. violaceus Sabine